# Charles Pajot
Pour les articles homonymes, voir Pajot.
Charles Marius Edme Pajot, né le 18 décembre 1816 à Paris et mort à 25 juillet 1896 à Souppes-sur-Loing, est un médecin français, professeur d'accouchement (1863) puis de clinique obstétricale (1883) à la Faculté de médecine de Paris, membre de l'Académie de médecine. Il est considéré comme l'un des fondateurs de l'obstétrique moderne.

## Aperçu biographique
Il poursuit ses études à Paris et soutient sa thèse de doctorat en 1842. Il se consacre aux accouchements. Il donne des cours magistraux à partir de 1843 et devient chef de clinique d'accouchements à partir de 1852, puis professeur agrégé en 1853. Il devint professeur d'obstétrique en 1883. Ses cours d’accouchement (années 1863-64-65) sont recueillis par Léon Belloc. Il est l'un des éditeurs scientifiques de la revue  Annales de gynécologie et d'obstétrique. Il est le maître d' Adolphe Pinard, auquel ce dernier succédera. Républicain déterminé, il publie en mars 1871 une brochure où il affirme que la République, de droit naturel, est au-dessus des majorités.

## Éponymie
- Forceps de Pajot[2],[3] : « Forceps court, à branches croisées, dont les cuillères sont fenêtrées avec une courbure pelvienne peu marquée et une courbure céphalique importante. »
- Sonde de Pajot : sonde intra-utérine, composée d'une gouttière et d'un canal cylindrique qui sert de conduite à l'eau d'injection[4]
- Manœuvre de Pajot : « Manœuvre permettant d’abaisser le ou les bras du fœtus en présentation du siège. »
- Loi d’accommodation (ou théorie) de Pajot : « Loi selon laquelle le fœtus adapte sa position intra-utérine au cours de la grossesse en fonction de la morphologie de la cavité endo-utérine. » et selon la formulation d'Adolphe Pinard: « Quand un corps solide est contenu dans un autre, si le contenant est le siège d'alternatives de mouvement et de repos, si les surfaces sont glissantes et peu anguleuses, le contenu tendra sans cesse à accommoder sa forme et ses dimensions aux formes et à la capacité du contenant. »[5]

## Œuvres et publications

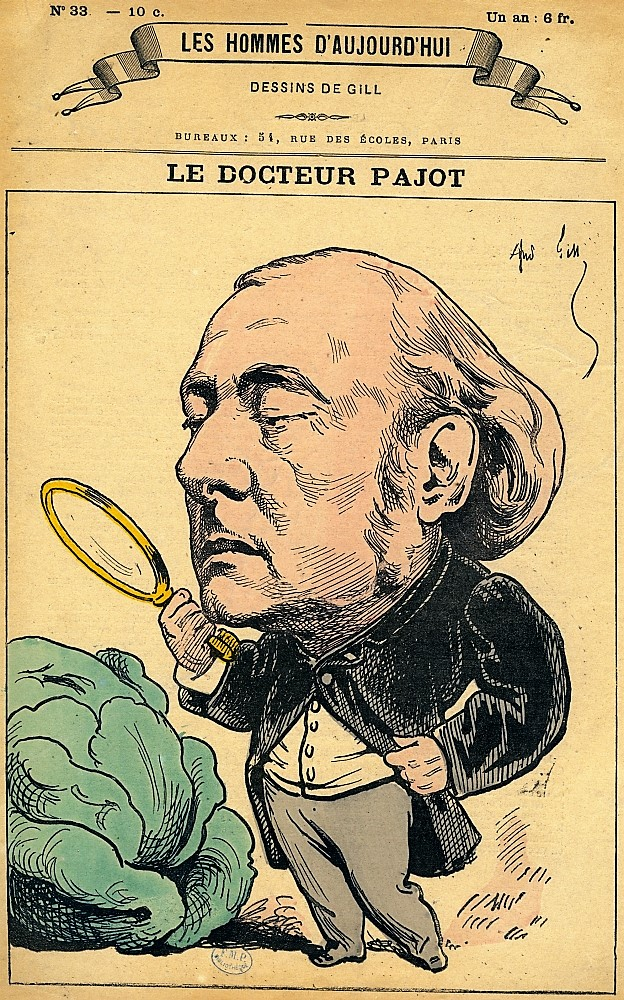
Caricature de Gill pour les Hommes d'aujourd'hui, no 33, 1879.

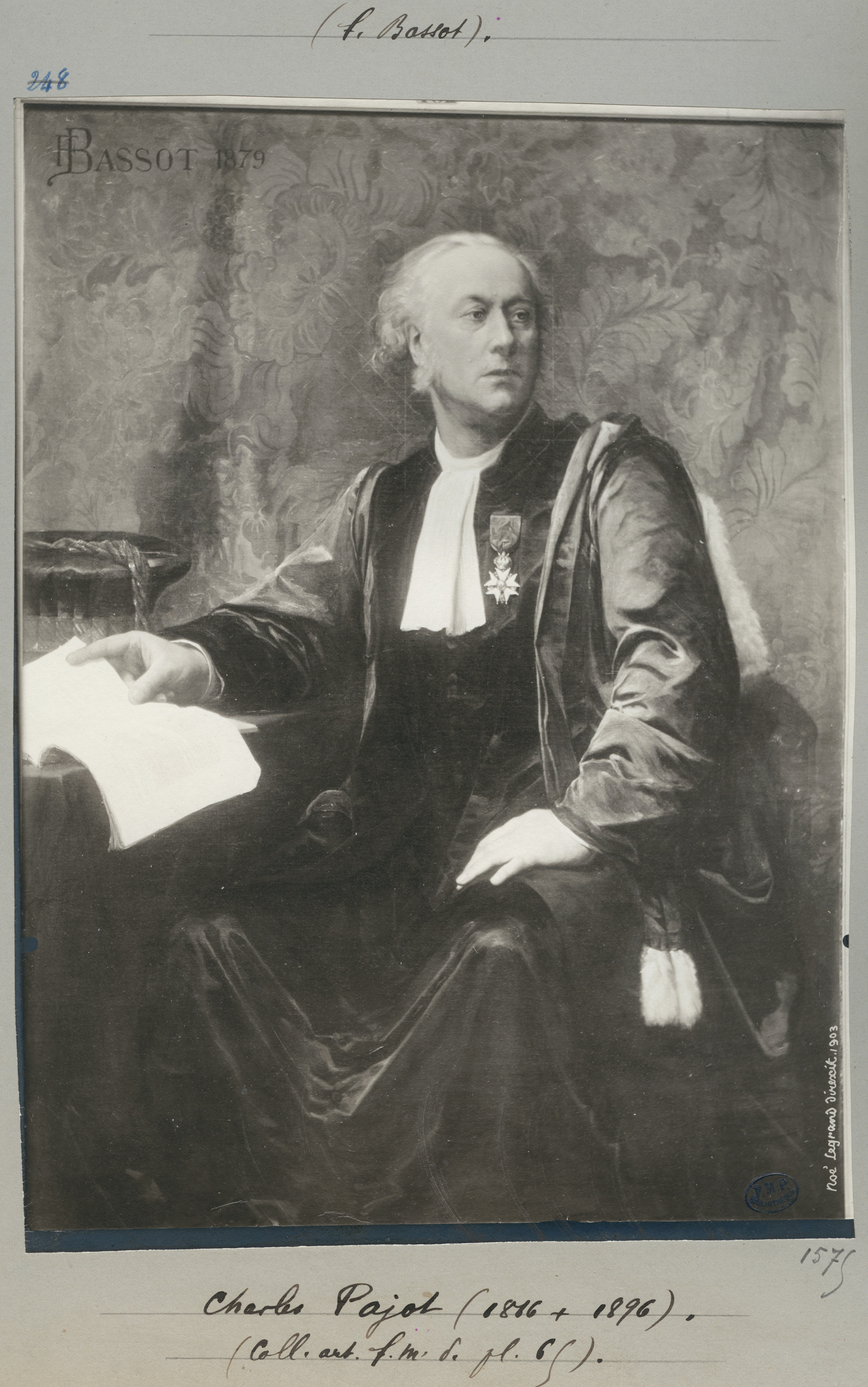
Charles Pajot (F. Bassot, 1879).

- Des effets de l'inhalation des vapeurs d'éther, de son action sur l'homme sain et dans les opérations chirurgicales comme moyen d'éviter la douleur : résumé de toutes les expériences faites, à l'étranger et en France par MM. Roux, Velpeau, P. Dubois, Gerdy, Blandin, Malgaigne, Baudens, Ricord, Jobert, etc., etc., P. Masgana (Paris), 1847, lire en ligne sur Gallica.
- Des lésions traumatiques que le fœtus peut éprouver pendant l'accouchement, [Concours pour l'agrégation. Thèse soutenue publiquement], Imprimerie de L. Martinet, 1853, Texte intégral.
- De la Céphalotripsie répétée sans tractions, ou Méthode pour accoucher les femmes dans les rétrécissements extrêmes du bassin, P. Asselin (Paris), 1863, lire en ligne sur Gallica.
- Candidature à l'Académie impériale de médecine. Titres scientifiques, service dans l'enseignement et publications, Paris, Impr. Martinet, 1863, Texte intégral.
- De la présentation de l'épaule dans les rétrécissements extrêmes du bassin et d'un nouveau procédé d'embryotomie,	Paris, P. Asselin, 1865, lire en ligne sur Gallica.
- Examen critique du Traité des maladies de l'utérus et de ses annexes de M. A. Courty, Paris, P. Asselin, 1867.
- La république est-elle au-dessus du suffrage universel ?, [Lettre au rédacteur de l'Opinion nationale], tous les libraires (Paris), 1871, lire en ligne sur Gallica.
- Des causes d'erreur dans le diagnostic de la grossesse, Paris, O. Doin, 1874, lire en ligne sur Gallica.
- Le chloroforme dans les accouchements naturels considérés au point de vue scientifiques et pratique, Paris, H. Lauwereyns, 1875.
- Examen du forceps à aiguille de M. le Dr Tarnier,	Paris, H. Lauwereyns, 1877.
- La seconde sur le forceps à aiguille, Paris, H. Lauwereyns, 1877.
- De l'anesthésie homéopathique ou demi-anesthésie dans les accouchements naturels,	Paris, Lauwereyns, 1877.
- Un dernier mot sur l'anesthésie homoeopathique, demi-anesthésie, ou anesthésie moyenne, Paris, H. Lauwereyns, 1877.
- De l'étroitesse des orifices utérins dans ses rapports avec la dysmenorrhée et la stérilité, Paris, H. Lauwereyns, 1880.
- Travaux d’obstétrique et de gynécologie, [précédés d'Éléments de pratique obstétricale], Paris, H. Lauwereyns, 1882, 679 p.
- A propos d'un cas de mort par rétention du placenta, [leçon professée à la clinique de la Faculté par le professeur Pajot, recueillie par le Dr R. Labusquière], Paris, G. Steinheil, 1886.
- Leçon sur les rétrécissements du bassin, Paris, Lauwereyns, 1884.
- Mémorial obstétrical, Paris , G. Steinheil, 1887
- De la cautérisation et du curage dans le traitement des endométrites, Paris, G. Steinheil, 1888.

En collaboration
- avec Paul Dubois, Traité complet de l'art des accouchements, Paris, Béchet , 1849-60.
- avec Eugène Verrier, Manuel pratique de l'art des accouchements, Paris, Savy, 1887.